# Abbaye de Fontenelle
Pour des articles plus généraux, voir Abbaye et Christianisation et urbanisation du Nord-Pas-de-Calais.
Ne pas confondre avec l'Abbaye Saint-Wandrille de Fontenelle, abbaye bénédictine de la congrégation de Solesmes située dans le département de la Seine-Maritime, en Normandie
L'abbaye de Fontenelle est fondée en 1212, de l'ordre de Citeaux, par les filles du seigneur d'Aulnoy près de Maing dans le département du Nord à peu de distance de l'Escaut.

## Dérivés du nom
Fontinella Betœ Mariœ ou Fontinellensis Partheneon

## Historique
Le 31 août 1008, selon la légende, lors d'une terrible épidémie qui ravage le Hainaut, la Vierge Marie apparaît à un ermite nommé Bertholin, en prières près d'une fontaine située à Maing, au long de la route de Valenciennes, et fait de lui son messager auprès des gens de Valenciennes qu'elle préserve de l'épidémie par le « Miracle du Saint Cordon ».
Bertholin en priant près d'une petite fontaine, le lieu est dit « Fontenelle ».
En 1566 les calvinistes détruisent de fond en comble l'abbaye, et les religieuses se retirèrent dans d'autres monastères pour revenir en 1672, le couvent étant rebâti.

### Jeanne de Valois
À la mort de son époux en 1337, Jeanne de Valois devient religieuse et se retire au sein de l'abbaye cistercienne de Fontenelle, près de Maing, où la rejoignent sa fille Isabelle de Namur et sa petite-fille Anne de Bavière.
Elle joue un rôle diplomatique pour préserver le Hainaut et atténuer les désastres du conflit franco-anglais qui débute. En 1339, Jeanne de Valois reçoit son gendre le roi d'Angleterre Édouard III à l'abbaye de Fontenelle et tente d'apaiser les esprits. Elle se rend à Paris auprès de son frère le roi de France Philippe VI, rencontre aussi à Gand sa fille Philippa. Le 20 septembre 1340 par la Paix de Tournai elle obtient une trêve des hostilités.
Elle décède à l'Abbaye de Fontenelle le 7 mars 1352 et fut ensevelie au beau milieu du chœur des Dames. Son caveau fut redécouvert et étudié lors des fouilles archéologiques qui se succèdent entre 1977 et 1984 (recherches conduites par Philippe Beaussart et Vincent Maliet). Sa dépouille repose dans le transept droit de l'église de Maing, où elle fut ré-inhumée le 7 septembre 2001.

## Archéologie

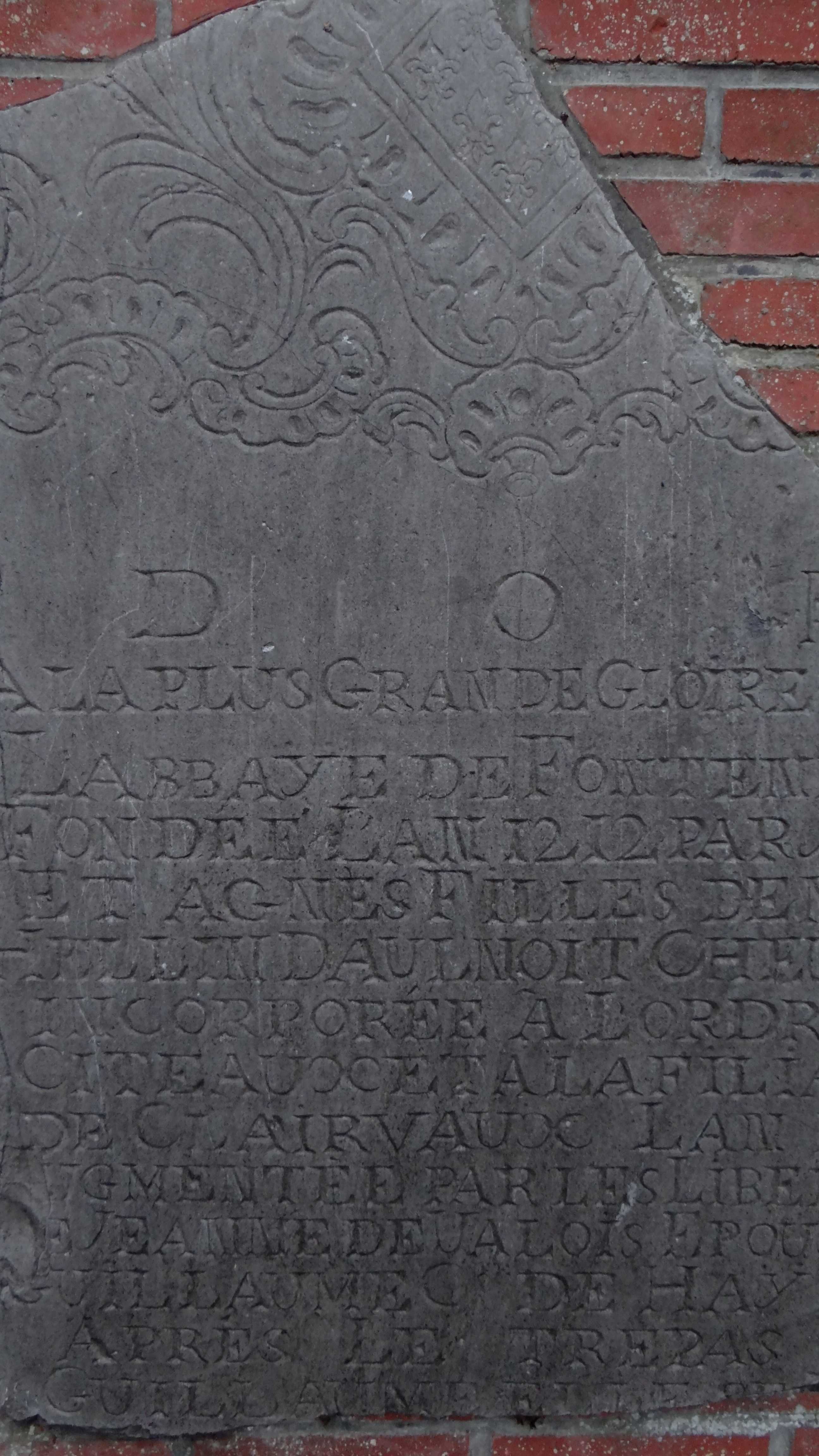
Dalle gravée rapportant la fondation de l'abbaye

Vestiges archéologiques de l'abbatiale cistercienne de Fontenelle : fondée en 1212, l'abbaye de Fontenelle accueille des moniales. Les fouilles réalisées par le service archéologique de Valenciennes (Vincent Maliet et Philippe Beaussart) permettent de saisir parfaitement le plan au sol de l'église conventuelle. Des pavements de petits carreaux, formant par assemblage des motifs géométriques, s'agencent selon les différentes parties : chœur des Dames, avant-chœur, sanctuaire. Les plus anciens datent du XIVe siècle, les plus récents du XVIe siècle. Plusieurs caveaux ont également été mis au jour, tel celui de Jeanne de Valois, de sang royal. Après avoir joué un rôle politique à la mort de son mari, le comte Guillaume, la comtesse douairière de Hainaut se retire en 1337 pour vivre une vie de recluse, songeant à son âme comme il est alors fréquent. D'autres sépultures de princesses de cette famille ont également été exhumées. 
Un ensemble de lames funéraires en pierre de Tournai est également découvert lors des investigations menées entre 1977 et 1984.
À fin du XVIe siècle, Adrien de Montigny réalise une intéressante perspective cavalière de l'abbaye, qu'il insère dans les Albums de Croÿ.
- une Tête du Roi David fut retrouvée lors des fouilles (base Européana[5]:)

## La ferme des Dames de l'abbaye de Fontenelle
Dans le quartier de La Briquette, au 48 rue Camélinat à Marly, subsiste la ferme des Dames de l'abbaye de Fontenelle, connue sous le nom de ferme Ledieu ou ferme Baron. Divisée en plusieurs lots, on remarque en particulier le porche au fronton monumental datant de 1781 portant les armes de l'abbaye et la devise "Fontenelle cum virtute nomem".
« Photo du porche de la ferme de l'abbaye »

## Hydrologie
L'abbaye était située sur la rive droite de l'Escaut.

## Photothèque

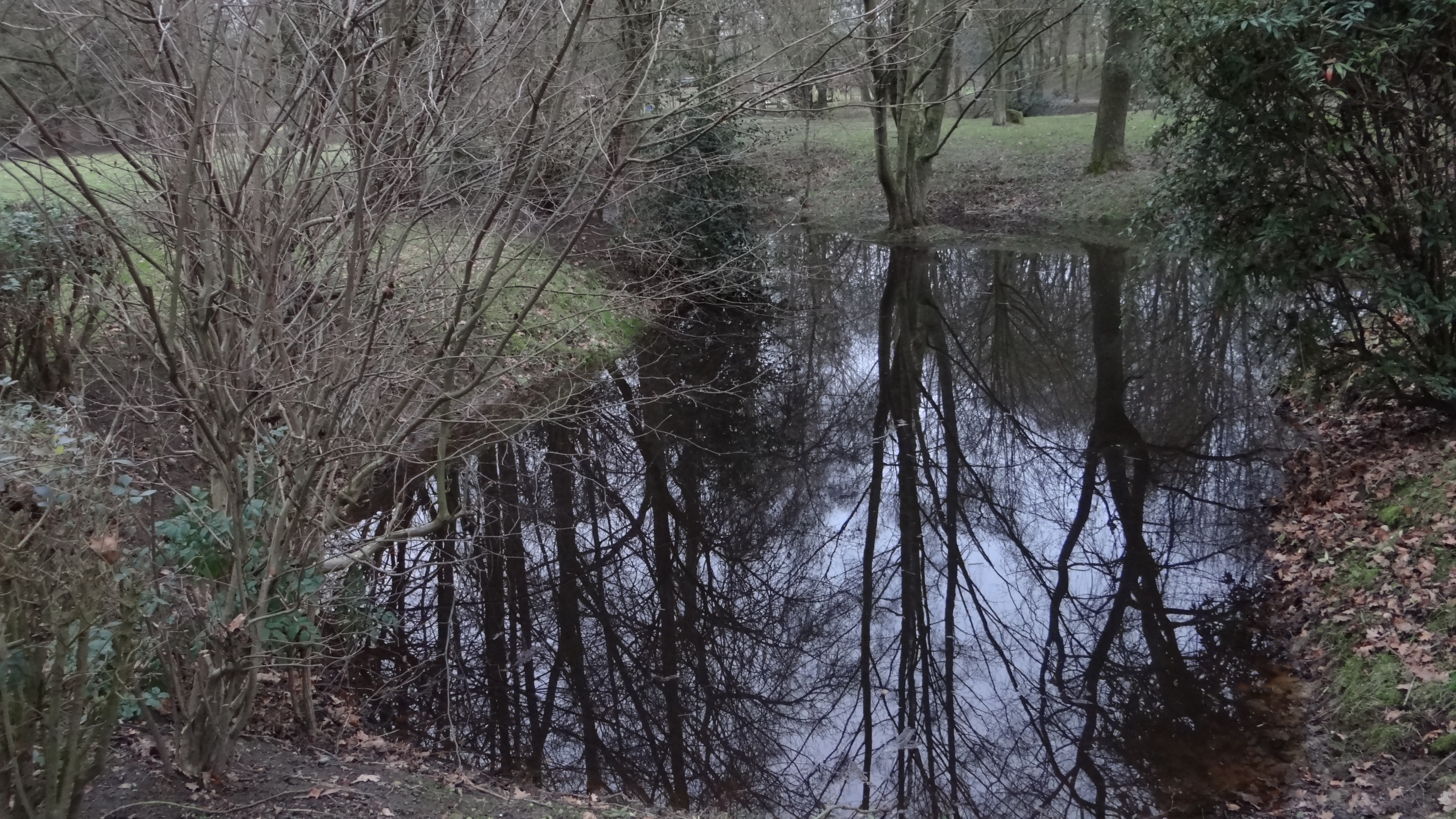
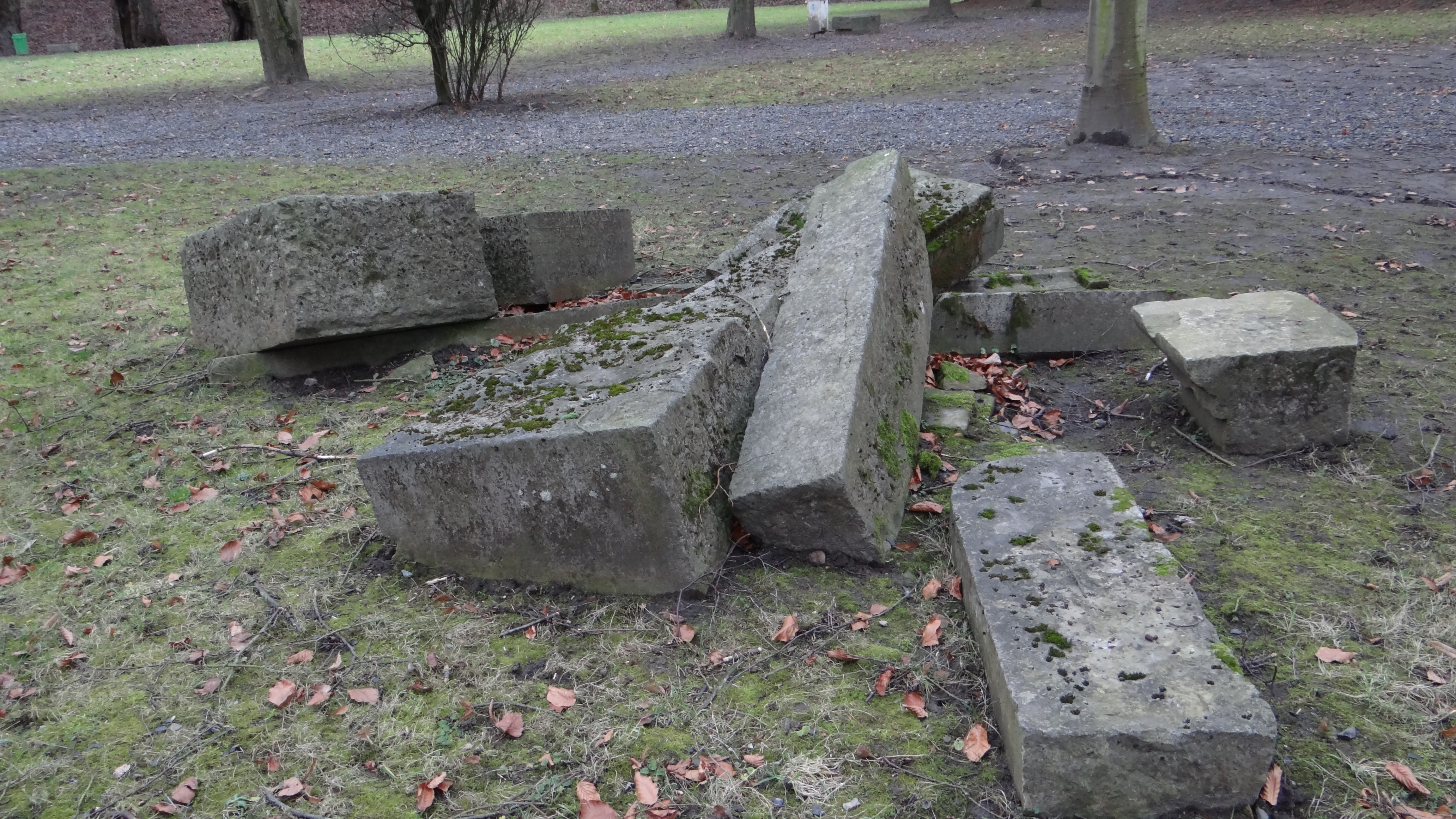
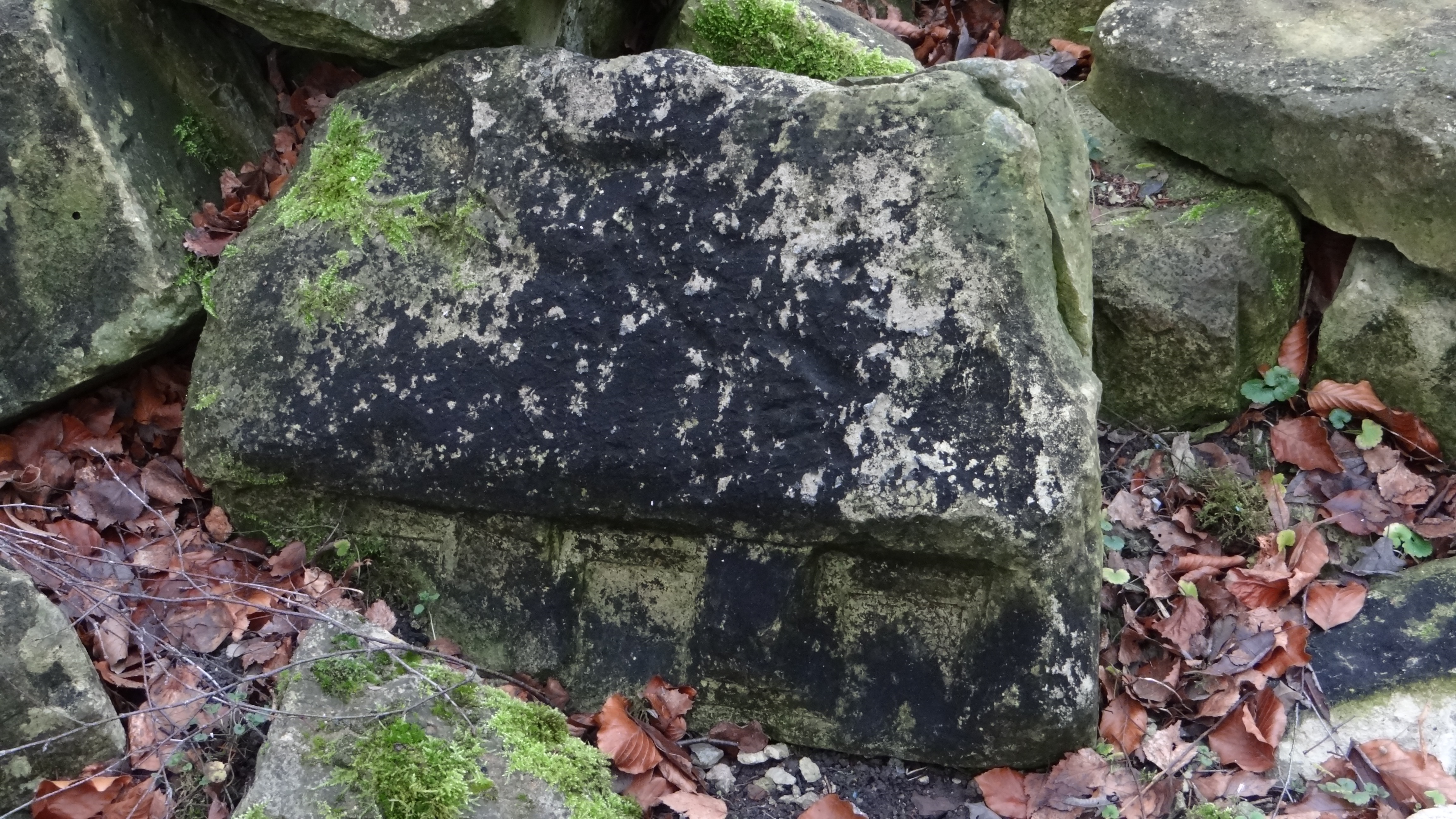
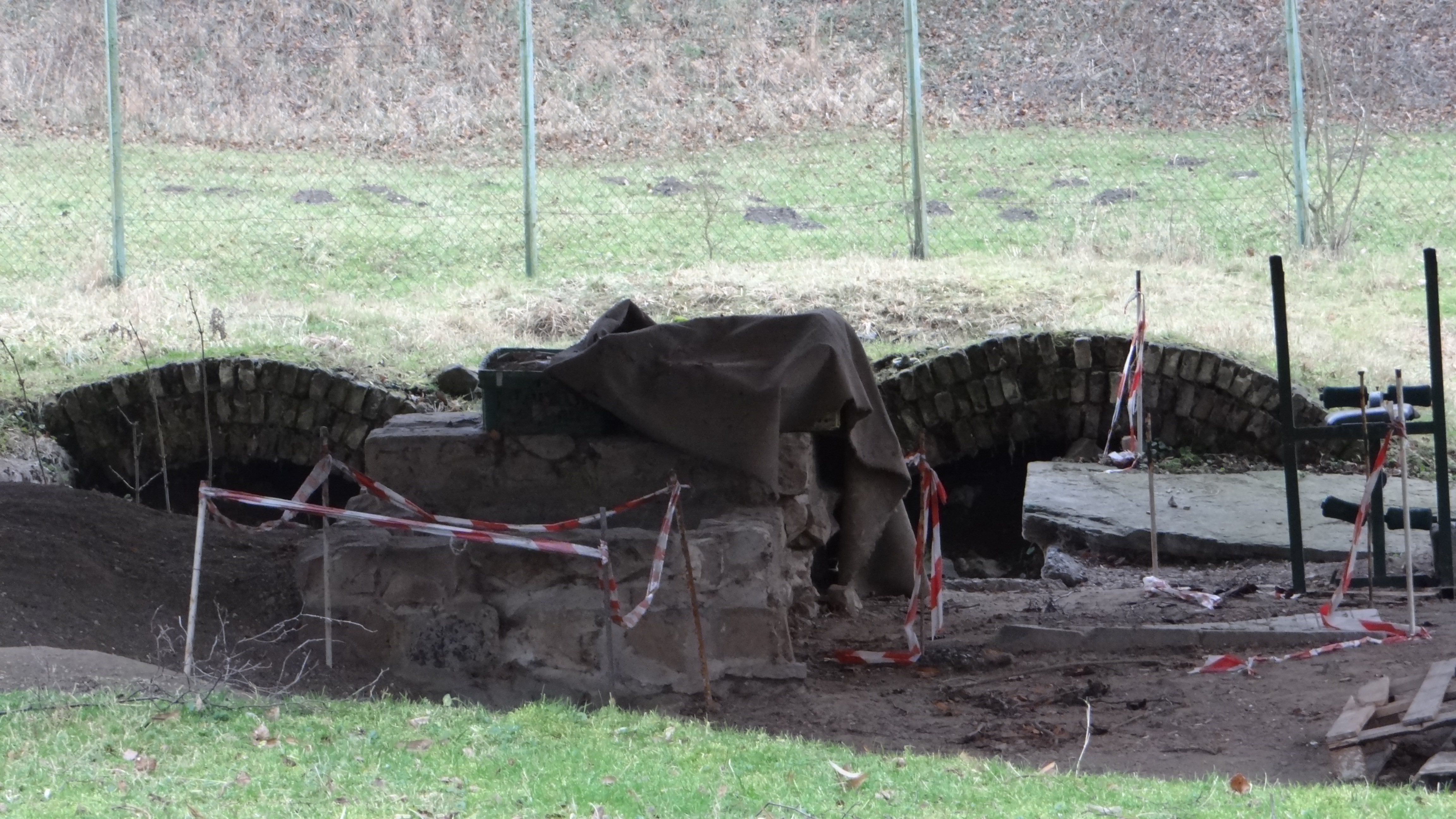